# 廣州市第九十八中學

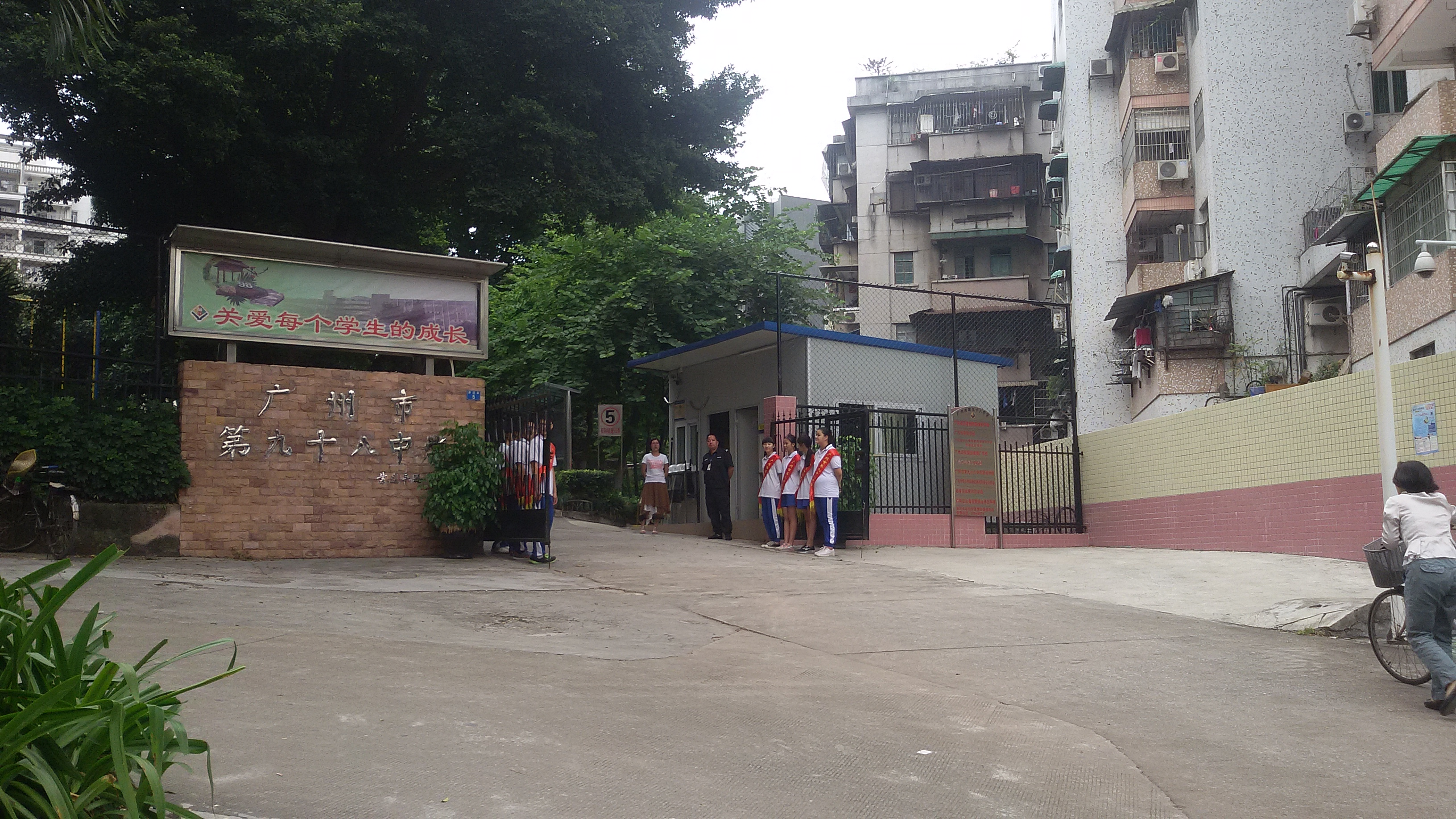
學校正門

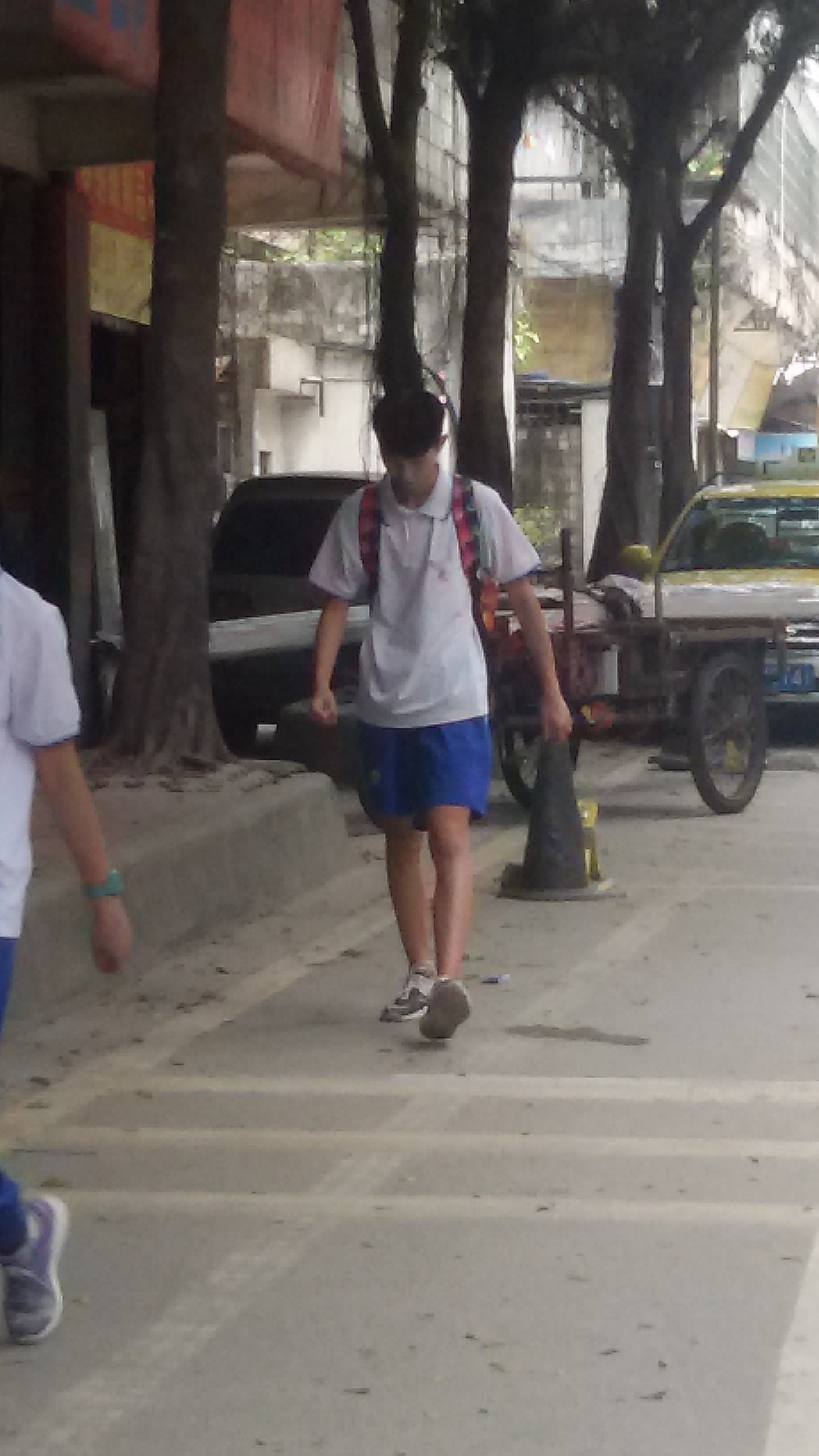
学校校服

廣州市第九十八中學是中華人民共和國廣東省廣州市的一所全日制中學，是属于公立学校，于1958年8月成立，位置在海珠區工業大道南保康路源溪街5號（近石溪地區）。

## 历史
學校在1958年8月成立，初期是海珠區工商聯主辦的廣聯中學，校區位于同福中路303號（今日海珠區少年宮所在地）。1966年因文化大革命爆發，受破四舊浪潮影響而改名为廣州市紅太陽中學。但時隔兩年，学校經廣州市人民政府批准得改名为今名“廣州市第九十八中學”。1991年重新建立了一間教學綜合大樓。2003年2月校区搬到工業大道南保利花園入面，源溪街5號。初期校区面积为10000m²，2012年時擴大到13797m²。